# ضاحية جابر العلي
ضاحية جابر العلي ، منطقة من مناطق محافظة الأحمدي في الكويت. سميت بهذا الاسم نسبة إلى الشيخ جابر العلي السالم الصباح أحد رجالات الكويت البارزين.